# 鵪鶉雙珠螺
鵪鶉雙珠螺（学名：Mastonia squalida）为左錐螺科雙珠螺屬下的一个种。